# Marius Weiß

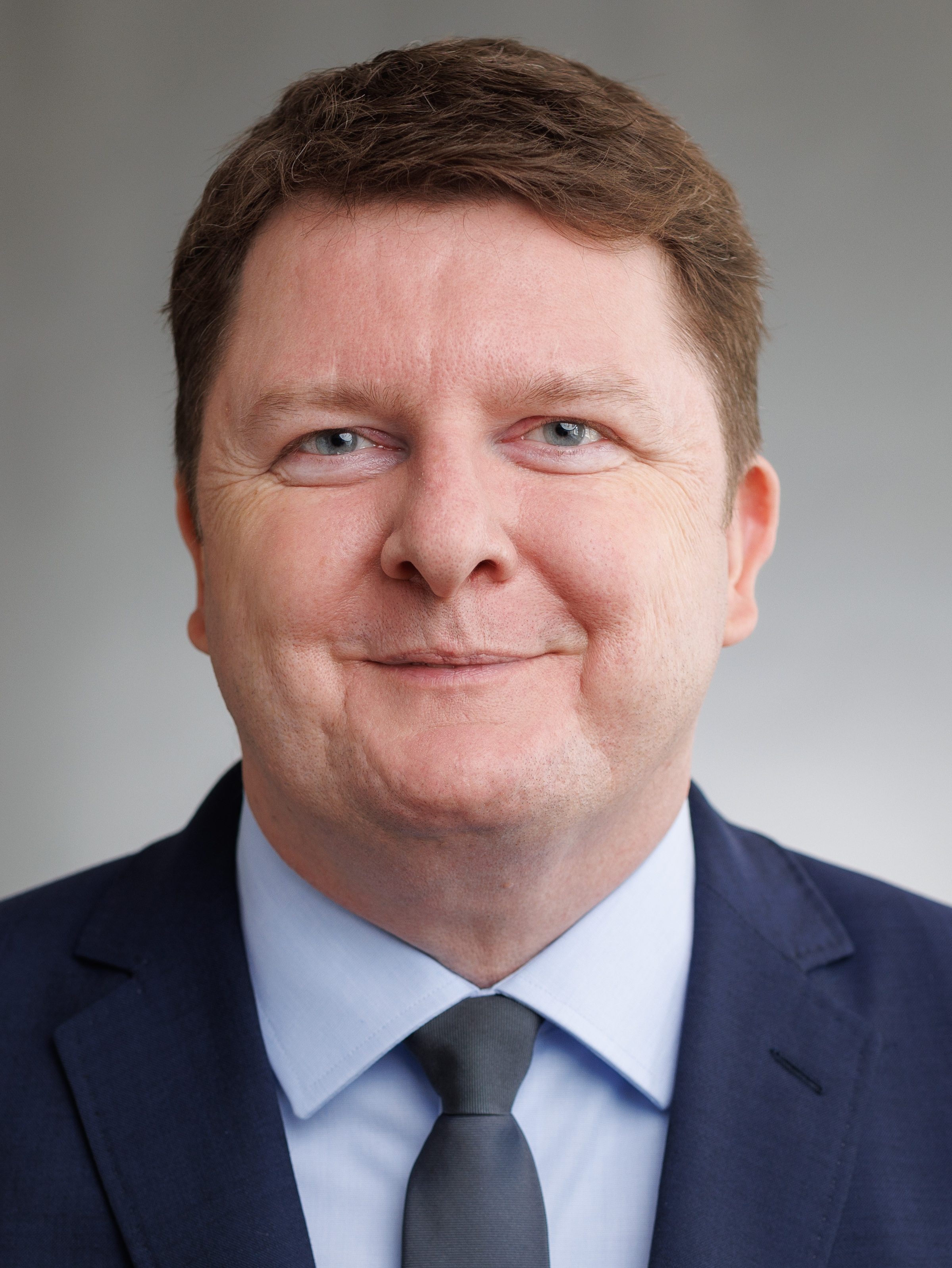
Marius Weiß (2022)

Marius Weiß (* 3. März 1975 in Bielefeld) ist ein hessischer SPD-Politiker und Abgeordneter des Hessischen Landtags.

## Leben und Wirken
Marius Weiß leistete nach seinem Abitur ab 1995 seinen Zivildienst in Idstein und studierte anschließend Rechtswissenschaften an der Universität Frankfurt. 2005 legte er das erste, 2007 das zweite Staatsexamen ab. Seit Oktober 2007 arbeitet er in einer Wiesbadener Anwaltskanzlei.
Weiß ist Mitglied der SPD und dort Vorsitzender des Stadtverbandes Idstein bzw. stellv. Vorsitzender der SPD im Rheingau-Taunus-Kreis. Seit 2004 ist Marius Weiß Stadtverordneter in Idstein.
Bei der Landtagswahl in Hessen 2008 wie auch der vorgezogenen Landtagswahl in Hessen 2009, der Landtagswahl in Hessen 2013 als auch der Landtagswahl in Hessen 2018 unterlag er zwar als Wahlkreiskandidat im Wahlkreis Rheingau-Taunus II Peter Beuth von der CDU, zog aber jeweils über die Landesliste in den Hessischen Landtag ein. Bei der Landtagswahl 2023 zog er erneut über die Liste in den Landtag ein. Seit 2016 ist Weiß stellvertretender Fraktionsvorsitzender der SPD-Landtagsfraktion.
Weiß ist verheiratet mit Lena Kreutzmann und hat einen Sohn. 
Anfang 2023 führte die Staatsanwaltschaft Wiesbaden ein Ermittlungsverfahren gegen Weiß wegen des Anfangsverdachts der Urkundenfälschung. Er soll zugunsten seiner Ehefrau eine Parkplakette für den Innenhof des Hessischen Landtags, der eigentlich nur den Landtagsabgeordneten während der Plenarsitzungen zusteht, gefälscht haben. Am 6. Juni kündigte Weiß an, infolge der Affäre seinen Vorsitz im Untersuchungsausschuss zum Anschlag in Hanau 2020 abzugeben. Am 14. August erließ das Amtsgericht Wiesbaden einen Strafbefehl gegen Weiß wegen Urkundenfälschung und verurteilte ihn zu einer Geldstrafe von 80 Tagessätzen à 160 Euro.